# Transparante latch

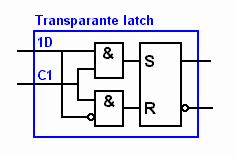
Een transparante latch bestaat uit een latch en 2 poorten

Een transparante latch of D-latch is een digitale elektronische schakeling. Het is een speciaal geval van een latch met poorten.
Wanneer stuuringang C=1, dan laat de schakeling de data op ingang D zonder meer door naar de uitgang Q. Vandaar transparant.
| Huidige toestand | Huidige toestand | Volgende toestand | Functie                        |
| C                | D                | Qn+1              | Functie                        |
| ---------------- | ---------------- | ----------------- | ------------------------------ |
| 0                | 0                | Qn                | Vergrendel                     |
| 0                | 1                | Qn                | Vergrendel                     |
| 1                | 0                | 0                 | Laat data door (transparantie) |
| 1                | 1                | 1                 | Laat data door (transparantie) |

## Functie
In de volgende schakelformules is Q de uitgang, n de huidige toestand en n+1 de volgende.
- De transparante latch bezit een ingang D.
{\displaystyle Q_{n+1}=CD+{\bar {C}}Q_{n}}
Als {\displaystyle {\begin{matrix}C=1\end{matrix}}}, dan is {\displaystyle {\begin{matrix}Q_{n+1}=D\end{matrix}}}(transparantie)
Als {\displaystyle {\begin{matrix}C=0\end{matrix}}}, dan is {\displaystyle {\begin{matrix}Q_{n+1}=Q_{n}\end{matrix}}}

## Elektronische implementatie

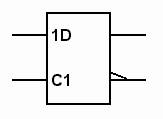
IEC-symbool van een transparante D-latch

Een latch met poorten wordt, meestal als transparante latch in groepen en in combinatie met andere logische schakelingen, als geïntegreerde schakeling uitgevoerd. Meestal is het positieve logica; een logische 1 correspondeert met een hoge spanning.
Het type 7475 uit de TTL-serie 74xx is een voorbeeld van een viervoudige transparante D-latch.

## Toepassingen
Overal, waar tijdelijk geldige data vastgelegd moet worden, vindt deze schakeling zijn toepassingen. Dit is bijvoorbeeld het geval in dataregisters.